# デルパワーX 爆発みらくる元気!!
『デルパワーX 爆発みらくる元気!!』（デルパワーエックス ばくはつみらくるげんき）は、1986年12月21日に日本コロムビアから発売されたOVA作品。

## 作品解説
原作はアニメ誌「ジ・アニメ」に連載されていた戸的あき、塚本裕美子著の『絶対迫力デルパワーX』（近代映画社から文庫化されているが、ジ・アニメ連載版をまとめたものではなく、書き下ろしである）。
ジャンルはロボットアニメ。主役ロボであるデルパワーＸは、全高2.5mと小型ではあるが、操縦者が座って搭乗(体育座りのようなスタイル)するロボットである。対して敵側は同程度のサイズではあるがパワードスーツとなっている。

## ストーリー
私立大泉学園に通う羽根木愛美と宮本陽輔。愛美は、ロボット工学の権威の祖父、矢波辰ェ門の作ったロボット・デルパワーXで、祖父を狙う、かつての弟子のフォン・ゲッツェルの作ったパワードスーツ、ゲルマノイドと戦う。

## 登場人物
- 羽根木愛美（はねぎ まなみ）：鶴ひろみ
- 宮本陽輔（みやもと ようすけ）：堀川亮
- 矢波辰ェ門（やなみ たつえもん）：八奈見乗児
- フォン・ゲッツェル：青野武
- 茶理世句人（ちゃり せくと）：塩沢兼人
- ニック・ジャガー：銀河万丈
- ローラ・マクラーレン：村田博美
- スージー・ウィリス：江森浩子
- GS店員・斉藤：伊藤みほ
- GS店員・南野：加藤雅子
- 谷原の婦警：長畑由美
- 生徒・堀江くん：小野坂昌也
- 生徒・大杉くん：安藤靖
- 生徒・水木くん：佐藤浩之
- 秋瀬弘子（あきせ ひろこ）：荘真由美
- 羽根木弓恵（はねぎ ゆみえ）：中野聖子
- 紳士：佐藤正治

## スタッフ
- 企画：野崎欣宏（伸童舎）
- プロデューサー：原屋楯男（ビッグ・バン）、高野光生（近代映画社）
- 原作：ぷろじぇくとX
- 原作プロデュース：山本乙彦
- 原案・構成：戸的あき
- 監督・絵コンテ・作画監督補佐：佐藤真人
- 脚本：塚本裕美子
- シナリオアレンジ：すがわらけいた
- キャラクター原案・作画監督：知吹愛弓
- メカニック原案：GREAT GAIJIN、ゆうきまさみ、たびいるか
- キャラクター・デザイン：知吹愛弓、しげの秀一、芦田豊雄、いのまたむつみ、出渕裕、美樹本晴彦、永野護
- メカニック・デザイン：岡本英郎
- 美術監督：下道一範
- 撮影監督：宮内征雄
- 音響監督：太田克己
- 音楽：根岸孝旨
- 制作担当：菅原啓太
- 制作・製作協力：ビッグ・バン
- 製作：日本コロムビア株式会社

## 音楽
- OP主題歌「Breakin' Me」
  - 作詞：冬杜花代子、作曲：根岸孝旨、編曲：高田弘、歌：堀江美都子、こおろぎ73
- ED「きみはライムグリーン」
  - 作詞：戸的あき、作曲：根岸孝旨、編曲：高田弘、歌：橋本潮、こおろぎ73
- 挿入歌「走れ!究極マシンデルパワー」
  - 作詞：冬杜花代子、作曲：根岸孝旨、編曲：高田弘、歌：水木一郎、こおろぎ73
- 挿入歌「爆発!みらくる元気」
  - 作詞：冬杜花代子、作曲：根岸孝旨、編曲：高田弘、歌：水木一郎、こおろぎ'73
- 挿入歌「微熱すくらんぶる」
  - 作詞：冬杜花代子、作曲：根岸孝旨、編曲：高田弘、歌：山野さと子、こおろぎ73
- 挿入歌「ジャーマン・グレイ～ゲッツェルのテーマ～」
  - 作詞：冬杜花代子、作曲：根岸孝旨、編曲：高田弘、歌：こおろぎ73
- 挿入歌「アイアン アニマルニック・ジャガー」
  - 作詞：冬杜花代子、作曲：根岸孝旨、編曲：高田弘、歌：こおろぎ73
- 挿入歌「パンツァー・メッフェン～ローラとスージー～」
  - 作詞：冬杜花代子、作曲：根岸孝旨、編曲：高田弘、歌：大杉久美子、かおりくみこ
- 挿入歌「がんばれ!まーなーみー!」
  - 作詞：冬杜花代子、作曲：根岸孝旨、編曲：高田弘、歌：大杉久美子、堀江美都子、かおりくみこ、山野さと子、橋本潮、水木一郎、こおろぎ73